# Divize E 1999/2000
V soubojích 9. ročníku Moravskoslezské divize E 1999/00 (jedna ze skupin 4. fotbalové ligy) se utkalo 16 týmů každý s každým dvoukolovým systémem podzim–jaro. Tento ročník začal v srpnu 1999 a skončil v červnu 2000.

## Nové týmy v sezoně 1999/00
- Z MSFL 1998/99 sestoupilo do Divize E mužstvo FK Krnov.
- Ze Slezského župního přeboru 1998/99 postoupilo vítězné mužstvo SK Dětmarovice.[1]
- Z Středomoravského župního přeboru 1998/99 postoupilo vítězné mužstvo FK Bystřice pod Hostýnem.[1]
- Z Hanáckého župního přeboru 1998/99 postoupilo vítězné mužstvo FC Slavoj Bruntál.[1]

## Konečná tabulka
Zdroj: 
| Poř. | Tým                          | Z  | V  | R  | P  | VG | OG | B  |
| ---- | ---------------------------- | -- | -- | -- | -- | -- | -- | -- |
| 1.   | FK Bystřice pod Hostýnem (N) | 30 | 21 | 3  | 6  | 71 | 34 | 66 |
| 2.   | TJ Nový Jičín                | 30 | 19 | 5  | 6  | 69 | 29 | 62 |
| 3.   | SK Dětmarovice (N)           | 30 | 17 | 9  | 4  | 59 | 26 | 60 |
| 4.   | SK UNO Zábřeh-Zvole          | 30 | 18 | 5  | 7  | 56 | 43 | 59 |
| 5.   | SK Kravaře                   | 30 | 13 | 10 | 7  | 48 | 32 | 49 |
| 6.   | FK ARTEP Město Albechtice    | 30 | 12 | 9  | 9  | 39 | 34 | 45 |
| 7.   | Refotal Albrechtice          | 30 | 11 | 9  | 10 | 43 | 39 | 42 |
| 8.   | TJ Jiskra Rýmařov            | 30 | 11 | 8  | 11 | 38 | 40 | 41 |
| 9.   | SK Hanácká Slavia Kroměříž   | 30 | 11 | 6  | 13 | 47 | 36 | 39 |
| 10.  | FC Karviná „B“               | 30 | 10 | 6  | 14 | 31 | 41 | 36 |
| 11.  | TJ Valašské Meziříčí         | 30 | 11 | 6  | 13 | 40 | 49 | 33 |
| 12.  | FC Slavoj Bruntál (N)        | 30 | 9  | 5  | 16 | 33 | 56 | 32 |
| 13.  | TJ Šumperk                   | 30 | 8  | 8  | 14 | 33 | 52 | 32 |
| 14.  | FK VP Frýdek-Místek „B“      | 30 | 10 | 1  | 19 | 39 | 44 | 31 |
| 15.  | SK Rapid Muglinov            | 30 | 9  | 2  | 19 | 45 | 76 | 29 |
| 16.  | FK Krnov (S)                 | 30 | 3  | 2  | 25 | 23 | 83 | 11 |

Poznámky:
- Z = Odehrané zápasy; V = Vítězství; R = Remízy; P = Prohry; VG = Vstřelené góly; OG = Obdržené góly; B = Body; (S) = Mužstvo sestoupivší z vyšší soutěže; (N) = Mužstvo postoupivší z nižší soutěže (nováček)
- O pořadí na 12. a 13. místě rozhodla bilance vzájemných zápasů: Bruntál – Šumperk 2:0, Šumperk – Bruntál 1:0[2]
- Valašskému Meziříčí bylo odečteno 6 bodů.[2]

|  | Postup do MSFL 2000/01                      |
|  | Přechod do Divize D 2000/01                 |
|  | Sestup do Slezského župního přeboru 2000/01 |
|  | Zánik mužstva                               |